# チオール-S-メチルトランスフェラーゼ
チオール-S-メチルトランスフェラーゼ(thiol S-methyltransferase)は、次の化学反応を触媒する酵素である。
S-アデノシル-L-メチオニン + チオール {\displaystyle \rightleftharpoons } S-アデノシル-L-ホモシステイン + チオエーテル
この酵素の基質はS-アデノシル-L-メチオニンとチオールで、生成物はS-アデノシル-L-ホモシステインとチオエーテルである。
この酵素は転移酵素の一つで、特に一炭素基を転移させるメチルトランスフェラーゼである。組織名はS-adenosyl-L-methionine:thiol S-methyltransferaseで、別名にS-methyltransferase、thiol methyltransferase、TMTがある。